# Відслонення Вигородського пісковика з руїнами старовинного монастиря і печери О. Довбуша
Відсло́нення Ви́городського пісковика́ з руї́нами старови́нного монастиря́ і пече́ри О. До́вбуша — комплексна пам'ятка природи місцевого значення в Україні. Розташована в межах Стрийського району Львівської області, на південь від села Розгірче.
Площа 1 га. Статус надано 1984 року. Перебуває у віданні Розгірченської сільської ради.
Статус надано з метою збереження групи скель, складених з пісковика. У скелях є невеликі рукотворні печери (кімнати, переходи), котрі в минулому використовувались як печерний монастир.
Поруч розташоване заповідне урочище «Розгірче».

## Галерея

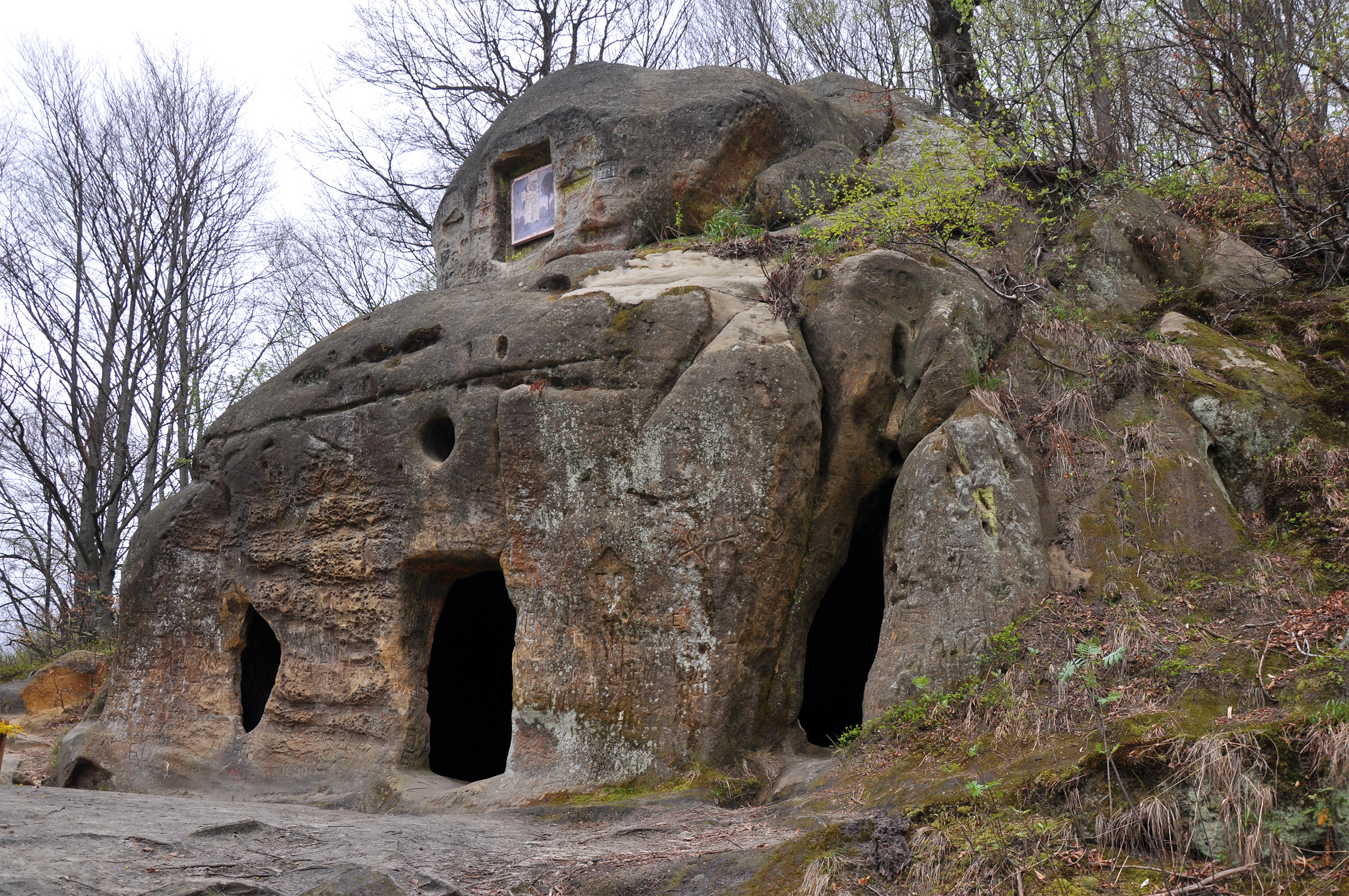
Печерний монастир
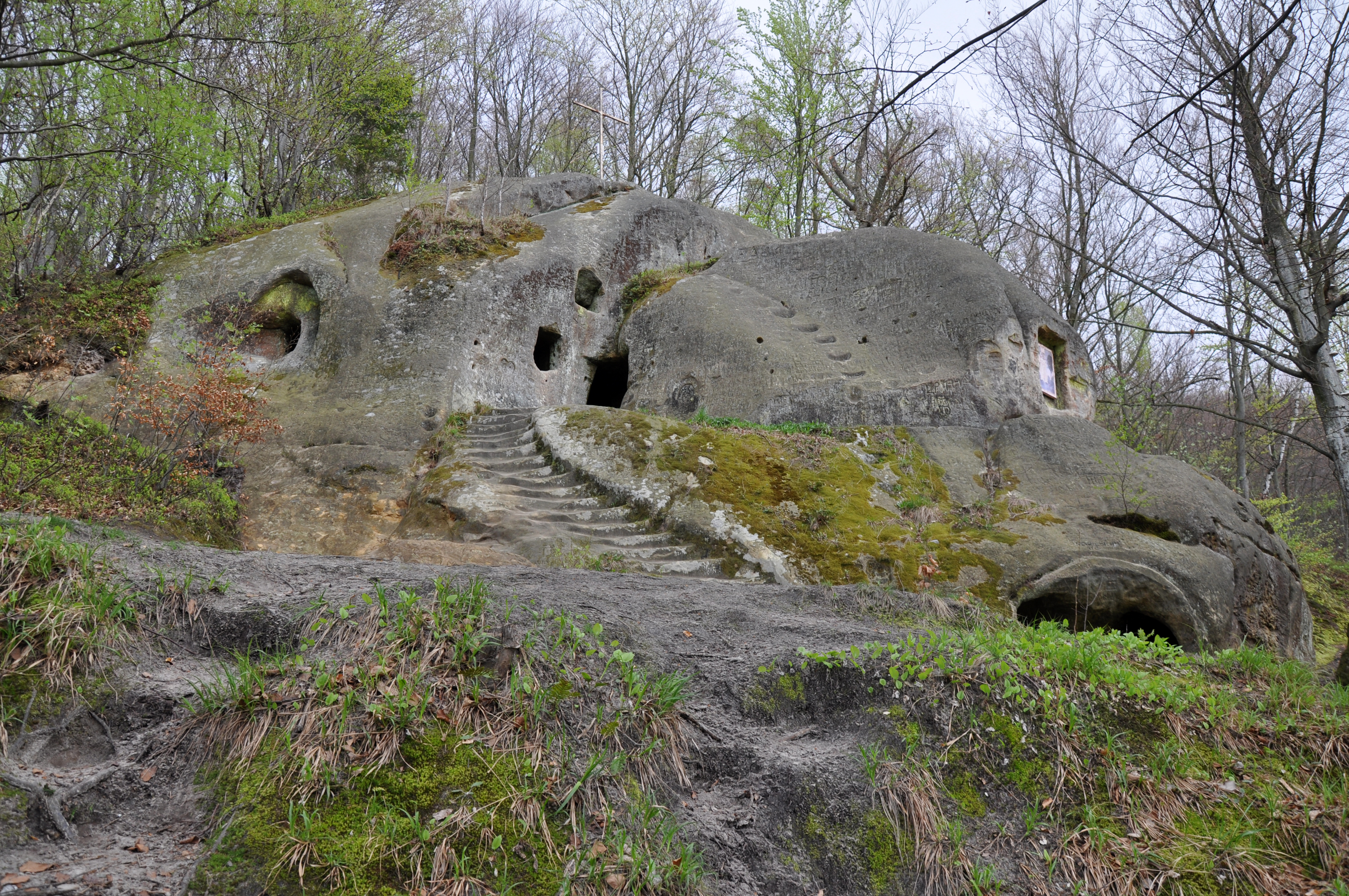
Печерний монастир